# Nomada panzeri
Nomada panzeri ist eine Bienenart aus der Familie der Apidae. Die Männchen sehen Nomada flava und Nomada signata sehr ähnlich. 

## Merkmale
Die Bienen haben eine Körperlänge von 9 bis 12 Millimetern (Weibchen) bzw. 7 bis 10 Millimetern (Männchen). Der Kopf und Thorax der Weibchen ist schwarz und ist rot gezeichnet. Die Tergite sind rot, teilweise auch mit gelben Flecken versehen, ihre Basis ist mehr oder weniger schwarz. Das Labrum ist rot und hat mittig ein Zähnchen. Das dritte Fühlerglied ist deutlich kürzer als das vierte. Das Schildchen (Scutellum) ist rot und deutlich gehöckert. Die Schenkel (Femora) der mittleren Beine sind unten doppelt so lang behaart wie die Schenkel der Hinterbeine. Die Schienen (Tibien) der Hinterbeine sind am Ende stumpf und haben mehrere kräftige, lange, spitze Dörnchen. Bei den Männchen ist der Kopf schwarz und hat eine gelbe Zeichnung. Der Thorax ist ebenfalls schwarz, hat jedoch eine rote Zeichnung. Die Tergite sind schwarz und rot und tragen gelbe Flecken und Binden. Das Labrum ist gelb. Das dritte Fühlerglied ist deutlich kürzer als das vierte. Das Schildchen trägt zwei rote Flecken und ist schwach gehöckert. Die Schienen der Hinterbeine sind am Ende stumpf und haben mehrere lange Dörnchen. Insbesondere die Weibchen sind in ihrer Färbung sehr variabel. Individuen, die in niedrigen Lagen, nördlich der Alpen bis etwa 1000 Meter Seehöhe leben, sind heller gefärbt, darüber sind sie dunkler. Letzteren wird von manchen Autoren ein eigener Artstatus zuerkannt: Nomada glabella.

## Vorkommen und Lebensweise
Die Art ist in West-, Mittel- und Nordeuropa verbreitet. Die Tiere fliegen von Ende März bis Ende August. Sie parasitieren Andrena fucata, Andrena fulva, Andrena helvola, Andrena lapponica, Andrena synadelpha und Andrena varians.

## Belege
Felix Amiet, M. Herrmann, A. Müller, R. Neumeyer: Fauna Helvetica 20: Apidae 5. Centre Suisse de Cartographie de la Faune, 2007, ISBN 978-2-88414-032-4.